# This Is My Love
This Is My Love (englisch für „Das ist meine Liebe“) ist ein Lied des US-amerikanischen Sängers Gold 1 aus dem Jahr 2012, in Zusammenarbeit mit den US-amerikanischen Musikern Jaeson Ma und Bruno Mars.

## Entstehung und Veröffentlichung
Bei This Is My Love handelt es sich um einen Remix zu Love, das ursprünglich im April 2009 in einer Soloversion von Jaeson Ma interpretiert wurde. Geschrieben wurde die Neuauflage von den beiden Gastsängern Peter Hernandez (Bruno Mars) und Jaeson Ma sowie den Koautoren Giovanbattista Giorgilli, David Kolodziej, Michel Schuhmacher, Stephen Singer und Marc Zibung.
Die Erstveröffentlichung von This Is My Love erfolgte als Single am 19. Oktober 2012 bei Konto Records. Diese erschien als digitale Maxi-Single zum Download mit sieben verschiedenen Versionen des Liedes.

## Musikvideo
Das Musikvideo entstand unter der Regie von Claudio Zagarini und Michel Zeynali und zeigt alte Aufnahmen des ursprünglichen Musikvideos von 2009, wo einzelne Passagen des Rap-Textes eingeblendet werden. Zusätzlich sieht man Gold 1 alleine in einer leeren Bar und durch die Stadt laufen.

## Chartplatzierungen
| ChartsChartplatzierungen | Höchstplatzierung | Wochen |
| ------------------------ | ----------------- | ------ |
| Deutschland (GfK)        | 37 (4 Wo.)        | 4      |
| Österreich (Ö3)          | 27 (5 Wo.)        | 5      |
| Schweiz (IFPI)           | 22 (4 Wo.)        | 4      |